# James Hamilton, 1:e hertig av Abercorn
James Hamilton, 1:e hertig av Abercorn, född 21 januari 1811, död 31 oktober 1885, var en skotsk ädling, 2:e markis av Hamilton, 10:e earl av Abercorn, och från 1868 hertig av Abercorn, Han var Jur.dr., vicekung (lordlöjtnant) av Irland 1866-1868 och 1874-1876. 
Som jordmagnat på Irland gjorde Hamilton sig omtyckt genom sin förståelse för irländska synpunkter. Sedan han 1866 utnämnts till lordlöjtnant över Irland bidrog hans bestämda men medgörliga uppträdande i hög grad till att dämpa den genom den feniska rörelsen uppkomna oron. När ministären Disraeli 1868 avgick, drog sig även Hamilton tillbaka, men utnämndes 1874 på nytt till lordlöjtnant och gjorde sig denna gång särskilt bemärkt genom sina insatser för den katolska befolkningen på ön.
Gift 1832 med Lady Jane Louisa Russell (1812-1905), dotter till John Russell, 6:e hertig av Bedford.

## Barn
- Lady Harriet Hamilton (1834-1913); gift 1855 med Thomas Anson, 2:e earl av Lichfield (1825-1892)
- Lady Beatrix Frances Hamilton (1835-1871); gift 1854 med George Lambton, 2:e earl av Durham (1828-1879)
- Lady Louisa Hamilton (1836-1912); gift 1859 med William Montagu-Douglas-Scott, 6:e hertig av Buccleuch & Queensberry (1831-1914)
- James Hamilton, 2:e hertig av Abercorn (1838-1913); gift 1869 med Lady Mary Anna Curzon (1848-1929)
- Lady Katherine Hamilton (1840-1874); gift 1858 med William Edgcumbe, 4:e earl av Mount Edgcumbe (1832-1917)
- Lady Georgiana Susan Hamilton (1841-1913); gift 1882 med Edward Turnour, 5:e earl Winterton (1837-1907)
- Lord Claud John Hamilton (1843-1925); gift 1878 med Carolina Chandos-Pole (1857-1911)
- Lord George Hamilton (1845–1927)
- Lady Albertha Frances Anne Hamilton [1847-1932), gift 1869 (skild 1883) med George Charles Spencer-Churchill, 8:e hertig av Marlborough
- Lady Maud Evelyn Hamilton (1850-1932) , gift 1869 med Henry Charles Petty-FitzMaurice, 5:e markis av Lansdowne
- Lord Frederick Spencer Hamilton (1856–1928)
- Lord Ernest Hamilton (1858–1939)